# Leifheit
Leifheit AG er en tysk producent af husholdningsprodukter med hovedkvarter i Nassau an der Lahn, Rheinland-Pfalz. Virksomheden har været børsnoteret på Frankfurter Wertpapierbörse siden 1984. Den blev grundlagt i 1959 af Ingeborg og Günter Leifheit i Nassau som „Günter Leifheit KG“.
Deres mærker inkluderer Leifheit, Soehnle, Birambeau og Herby.
I 2022 havde 1.063 ansatte og en omsætning på 252 mio. euro.